# Liste der Nummer-eins-Hits in den Niederlanden
Die Nummer-eins-Hits der Musikbranche in den Niederlanden (Nederlandse Top 40) werden von Radio 538 (früher von Radio Veronica) ermittelt. Als Maßstab gelten die Verkaufszahlen der Singles, Airplaydaten sowie Musikstreaming.

## Dauerbrenner
In der nachfolgenden Statistik sind Künstler und Titel aufgeführt, die über einen sehr langen Zeitraum an der Spitze der niederländischen Singlecharts standen bzw. insgesamt mindestens 10 Wochen den ersten Platz der niederländischen Singlecharts erreichten.

### 18 Wochen
- Harry Styles – As It Was (16. April – 20. Mai, 28. Mai – 26. August 2022)

### 17 Wochen
- Lady Gaga & Bruno Mars – Die with a Smile (21. September 2024 – 17. Januar 2025)
- Alex Warren – Ordinary (29. März – 23. Mai, 31. Mai – 1. August 2025)

### 16 Wochen
- Corry Brokken – Milord (28. Mai – 5. August, 13. August – 23. September 1960)
- Anneke Grönloh – Paradiso (24. November 1962 – 15. März 1963)
- Calvin Harris feat. Dua Lipa – One Kiss (28. April – 17. August 2018)
- Miley Cyrus – Flowers (28. Januar – 19. Mai 2023)

### 15 Wochen
- Ed Sheeran – Shape of You (21. Januar – 5. Mai 2017)
- Luis Fonsi feat. Daddy Yankee – Despacito (6. Mai – 18. August 2017)
- Tones and I – Dance Monkey (5. Oktober 2019 – 17. Januar 2020)
- Tate McRae – Greedy (7. Oktober 2023 – 19. Januar 2024)

### 14 Wochen
- The Weeknd – Blinding Lights (18. Januar – 24. Januar, 15. Februar – 3. April, 2. Mai – 12. Juni 2020)

### 13 Wochen
- Gusttavo Lima – Balada (12. Mai – 10. August 2012)

### 12 Wochen
- Johnny Hoes – Ook was ik maar bij moeder thuis gebleven (23. September – 15. Dezember 1961)
- Rocco Granata – Buona notte bambino (11. Mai – 2. August 1963)
- Marco Borsato – Dromen zijn bedrog (1. Oktober – 23. Dezember 1994)
- Shawn Mendes &   Camila Cabello – Señorita (6. Juli – 27. September 2019)
- David Guetta &  Bebe Rexha – I’m Good (Blue) (24. September – 16. Dezember 2022)

### 11 Wochen
- The String-A-Longs – Wheels (13. Mai – 16. Juni, 24. Juni – 4. August 1961)
- Adamo – Vous permettez, Monsieur? (21. März – 5. Juni 1964)
- Bryan Adams – (Everything I Do) I Do It for You (10. August – 25. Oktober 1992)
- Marco Borsato – Rood (13. Mai – 28. Juli 2006)
- André Hazes & Gerard Joling – Blijf bij mij (23. Mai – 10. August 2007)
- Owl City – Fireflies (26. Dezember 2009 – 5. März 2010)
- Bruno Mars – Just the Way You Are (16. Oktober – 31. Dezember 2010)
- Michel Teló – Ai Se Eu Te Pego! (14. Januar – 30. März 2012)
- Robin Thicke feat T.I. & Pharrell – Blurred Lines (20. April – 5. Juli 2013)
- Avicii feat.  Aloe Blacc – Wake Me Up (6. Juli – 20. September 2013)
- Clean Bandit feat. Jess Glynne – Rather Be (8. März – 23. Mai 2014)
- Omi – Cheerleader ( Felix Jaehn Remix) (24. Januar – 10. April 2015)
- Davina Michelle – Duurt te lang (3. November 2018 – 18. Januar 2019)

### 10 Wochen
- Elvis Presley – It’s Now or Never (24. September – 30. September, 15. Oktober – 25. November, 24. November 1960 – 13. Januar 1961)
- Heintje – Ich bau’ Dir ein Schloß (29. Juni – 6. September 1968)
- 4 Non Blondes – What’s Up? (7. August – 15. Oktober 1993)
- Vangelis – Conquest of Paradise (6. Mai – 14. Juli 1995)
- Céline Dion – My Heart Will Go On (21. Februar – 1. Mai 1998)
- Alexis Jordan – Happiness (9. April – 17. Juni 2011)
- Mike Posner – I Took a Pill in Ibiza ( SeeB Remix) (13. Februar – 22. April 2016)
- Bløf feat.  Geike Arnaert – Zoutelande (3. Februar – 13. April 2018)
- Snelle & Maan – Blijven slapen (27. März – 4. Juni 2021)
- Rosé feat.  Bruno Mars – Apt. (18. Januar – 28. März 2025)

## Künstler, die sich selbst auf Platz eins ablösten
- 1964: The Beatles – „Can’t Buy Me Love“ → „Long Tall Sally“
- 1964: The Beatles – „Long Tall Sally“ → „A Hard Day’s Night“
- 1965: The Beatles – „Rock and Roll Music / No Reply“ → „Ticket to Ride“
- 1965: The Beatles – „Yesterday“ → „We Can Work It Out / Day Tripper“
- 1966: The Beatles – „We Can Work It Out / Day Tripper“ → „Michelle“
- 1974: Mud – „Dyna-mite“ → „Tiger Feet“
- 2012: Adele – „Rolling in the Deep“ → „Set Fire to the Rain“